# Teologiska rummet
Teologiska rummet är ett program i Sveriges Radio P1. Programmet sänds vid åtta tillfällen om året på Filosofiska rummet:s ordinarie sändningstid och behandlar teologiska frågor.